# 保拉·蒂拉多斯
保拉·蒂拉多斯（西班牙語：Paola Tirados，1980年1月14日—），西班牙花样游泳运动员。她曾代表西班牙参加2000年、2004年和2008年夏季奥林匹克运动会花样游泳比赛，其中2008年奥运会获得一枚银牌。